# Dipterygina babooni
Dipterygina babooni är en fjärilsart som beskrevs av Bethune-Baker 1906. Dipterygina babooni ingår i släktet Dipterygina och familjen nattflyn. Inga underarter finns listade i Catalogue of Life.